# تیاگو پریرا
تیاگو پریرا (به انگلیسی: Thiago Pereira) (زادهٔ ۲۶ ژانویهٔ ۱۹۸۶) شناگر اهل برزیل است.